# Лучшая мать в мире
Лучшая мать в мире (порт. A melhor mãe do mundo) — драматический фильм 2025 года режиссёра Анны Муйлаэрт. Фильм о трудолюбивой матери, которая борется за безопасность своих маленьких детей. 
Премьера совместного аргентино-бразильского фильма состоялась 15 февраля 2025 года на 75-м Берлинском международном кинофестивале в рамках специальной программы Берлинале. Фильм выйдет в прокат в бразильских кинотеатрах 7 августа 2025 года.

## Синопсис
Галь замужем за Леандро и у неё двое детей. Она зарабатывает на жизнь сбором вторсырья. После жестокого обращения со стороны своего мужа Леандро Галь ищет помощи, подавая жалобу в полицейский участок для женщин, но не получает необходимой поддержки. Твёрдая желание обеспечить лучшую и более безопасную жизнь своим двум детям, она решает покинуть дом, забрав детей с собой в тележке. Галь пытается преподнести своим детям сложную ситуацию как великолепное приключение.

## В ролях
- Ширли Круз — Галь
- Сеу Жоржи — Леандро
- Рианна Барбоса
- Бенин Айо

## Производство
«Лучшая мать в мире» — фильм Анны Муйлаэрт; сценарий написан и фильм срежиссирован в сотрудничестве с Грейс Пассо и Марианой Джаспе. Продюсерами выступили Рикардо Костьяновский, Томас Дарсил из группы Telefilms, Клара Рамос из Galeria Distribuidora, Бьянка Вильяр, Фернандо Фрайха и Карен Кастаньо из Biônica и Габриэль Гурман. Оператор фильма — Лилис Соарес. Основные съёмки начались 22 ноября 2023 года в Сан-Паулу, Бразилия.

## Выпуск
Мировая премьера фильма «Лучшая мать на свете» состоялась 15 февраля 2025 года в рамках специальной программы Берлинале 75-го Берлинского международного кинофестиваля.
Фильм вышел в прокат в бразильских кинотеатрах 1 июня 2025 года.